# Wicked Pictures
Wicked Pictures es un estudio de cine pornográfico estadounidense que tiene su sede en Canoga Park, California. Son el único estudio heterosexual que ha mantenido una política del uso de los preservativos (desde 2004).

## Historia

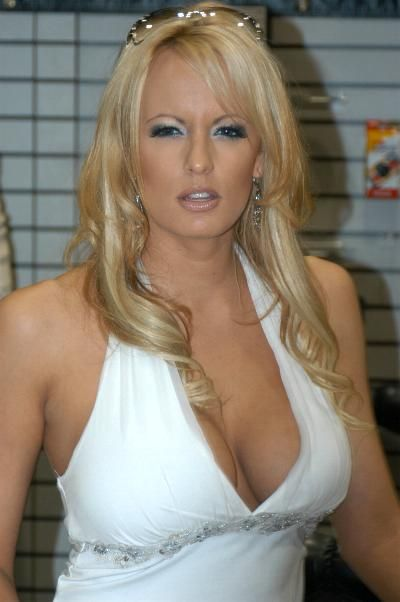
Stormy Daniels.

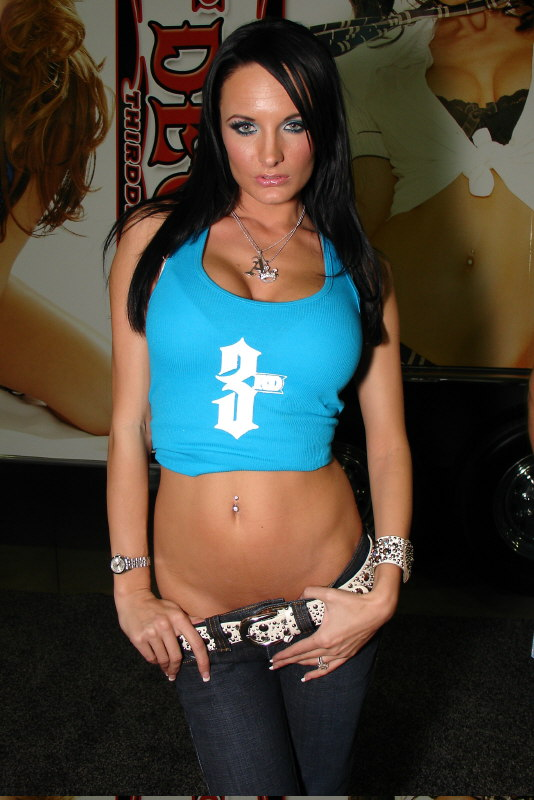
Alektra Blue.

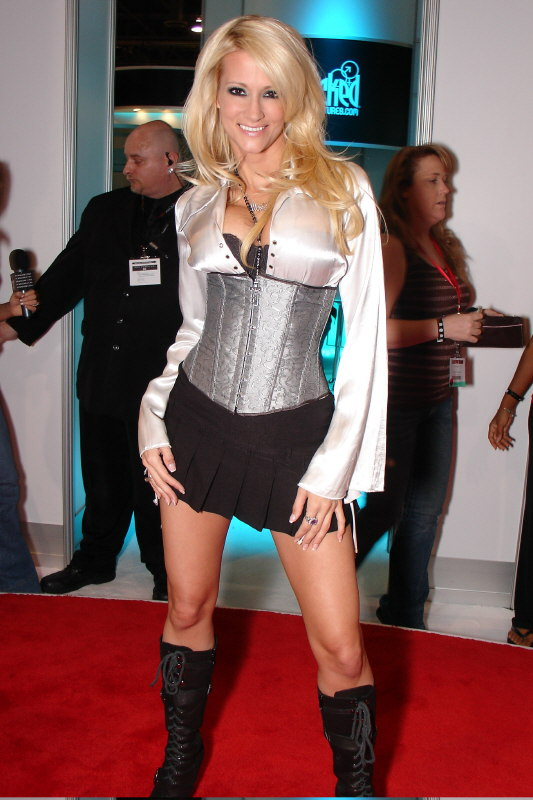
Jessica Drake.

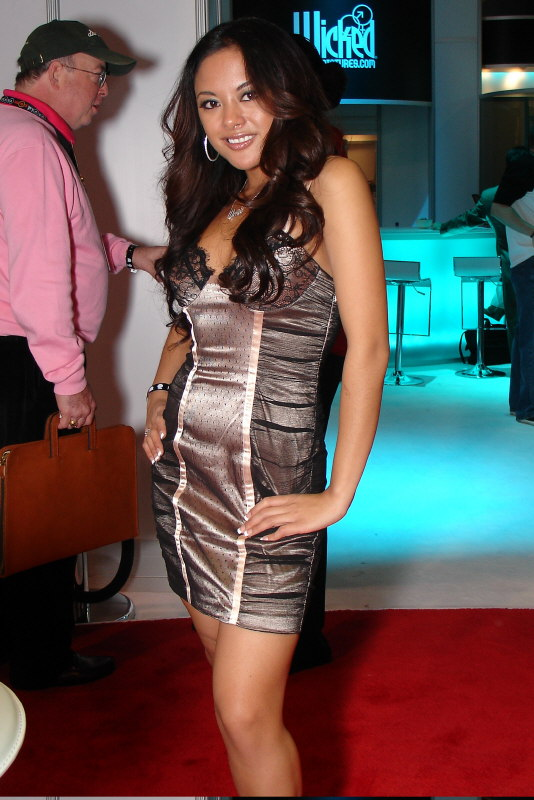
Kaylani Lei.

Steve Orenstein fundó Wicked Pictures en 1993 tras mostrarse interesado en los aspectos creativos de la producción de las películas mientras aún era socio de su compañía anterior de cine X, X-Citement Video. Durante su primer año, Wicked ganó varios premios de la industria y Orenstein consiguió contratar a Chasey Lain como la primera Wicked Girl. Firmaron a la segunda "Chica Wicked", Jenna Jameson, en 1995. Bajo la promoción de Wicked, Jameson llegó a ser la única persona en ganar los AVN Awards para la actriz revelación, mejor actriz, y mejor escena de sexo en el mismo año.
Wicked lanzó al mercado el primer título pornográfico de alta definición, Camp Cuddly Pines Power Tool Massacre, en diciembre de 2006.

## Wicked Girls
A semejanza de otros estudios pornográficos, Wicked ha desarrollado una política basada en contratar actrices de forma exclusiva. Estas actrices son conocidas bajo el nombre de Wicked Girls (Chicas Wicked). Estos contratos conllevan la obligación de rodar un determinado número de películas al año (generalmente entre 6 y 10).
- Stormy Daniels (2002–2018, 2022–202)
- Jessica Drake (2003–2021)
- Kaylani Lei (2003–2005, 2007–2015)
- Kirsten Price (2005-2012)
- Alektra Blue (2008-2013)[6]
- Mikayla Mendez (2008-2009)[6]
- Asa Akira (2013–2018)
- Chasey Lain[7] (1993-1995)
- Jenna Jameson[8] (1995-2000)[9][10]
- Serenity[11] (1996-2001)
- Missy[12] (1997-1999)
- Stephanie Swift[13] (1997-2002)
- Temptress[14] (1998-2000)
- Alexa Rae[15] (1999-2001)
- Devinn Lane[16] (2000-2005)
- Sydnee Steele[17] (2001-2003)[18]
- Julia Ann[19] (2001[20] -2004, 2006-2007[21])
- Keri Sable (2005)[22][23]
- Carmen Hart (2005-2007)[24]

## Premios
A continuación se muestra un listado de los premios ganados por los estudios Wicked:
- 1994 AVN Award - 'Best Video Feature' for Haunted Nights[25]
- 1996 AVN Award - 'Best Film' for Blue Movie[25]
- 1998 AVN Award - 'Best Vignette Release' for Heart & Soul[25]
- 2001 AVN Award - 'Top Selling Release of the Year' for Dream Quest[25]
- 2001 AVN Award - 'Top Renting Release of the Year' for Dream Quest[25]
- 2002 AVN Award - 'Best Video Feature' for Euphoria[25]
- 2003 AVN Award - 'Best DVD' for Euphoria[25]
- 2004 AVN Award - 'Best Video Feature' for Beautiful[25]
- 2007 AVN Award - 'Best Film' for Manhunters[25]
- 2008 AVN Award - 'Best Sex Comedy' for Operation: Desert Stormy[26]